# Parroquia de Assumption
La parroquia de Assumption (en inglés: Assumption Parish), fundada en 1807, es una de las 64 parroquias del estado estadounidense de Luisiana. En el año 2000 tenía una población de 23.388 habitantes con una densidad poblacional de 27 personas por km². La sede de la parroquia es Napoleonville.

## Geografía
Según la Oficina del Censo, la parroquia tiene un área total de 944 km² (364,5 mi²), de la cual 877 km² (338,6 mi²) es tierra y 67 km² (25,9 mi²) (7.10%) es agua.

### Parroquias adyacentes
- Parroquia de Iberville - norte
- Parroquia de Ascension - norte
- Parroquia de St. James - noreste
- Parroquia de Lafourche - este
- Parroquia de Terrebonne - sureste
- Parroquia de St. Mary - suroeste
- Parroquia de Iberia - noroeste
- Parroquia de St. Martin - oeste

## Carreteras
- U.S. Highway 90
- Carretera Estatal de Luisiana 1

## Demografía
En el 2000 la renta per cápita promedia de la parroquia era de $31,168, y el ingreso promedio para una familia era de $36,052. En 2000 los hombres tenían un ingreso per cápita de $35,941 versus $18,065 para las mujeres. El ingreso per cápita para la parroquia era de $14,008. Alrededor del 21.80% de la población estaba bajo el umbral de pobreza nacional.

## Comunidades

### Villas
- Napoleonville

### Lugares designados por el censo
| - Belle Rose - Labadieville | - Paincourtville - Pierre Part | - Supreme |